# Font de neutrons
Una font de neutrons és qualsevol dispositiu que emet neutrons, independentment del mecanisme utilitzat per produir-los. Les fonts de neutrons s'utilitzen en física, enginyeria, medicina, armes nuclears, exploració de petroli, biologia, química i energia nuclear.
Les variables de la font de neutrons inclouen l'energia dels neutrons emesos per la font, la taxa de neutrons emesos per la font, la mida de la font, el cost de tenir i mantenir la font i les regulacions governamentals relacionades amb la font.

## Petits dispositius

### Fissió espontània (SF)
Alguns isòtops experimenten SF amb emissió de neutrons. La font de fissió espontània més comuna és l'isòtop califòrni -252. 252 Cf i totes les altres fonts de neutrons SF es fan irradiant urani o un element transurànic en un reactor nuclear, on els neutrons s'absorbeixen en el material de partida i els seus subsegüents productes de reacció, transmutant el material de partida en l'isòtop de SF. Les fonts de neutrons de 252 Cf solen tenir entre 1/4" i 1/2" de diàmetre i 1" a 2" de llarg. Una font de neutrons típica de 252 Cf emet de 10 7 a 10 9 neutrons per segon quan és nova; però amb una vida mitjana de 2,6 anys, la producció de neutrons es redueix a la meitat en 2,6 anys. Una font típica de neutrons de 252 Cf costa entre 15.000 i 20.000 dòlars.

## Dispositius de mida mitjana
La font de neutrons de focus de plasma dens produeix una fusió nuclear controlada creant un plasma dens dins del qual escalfa el gas deuteri i/o triti ionitzat a temperatures suficients per crear la fusió.
Els dispositius de confinament electroestàtic inercial com el fusor Farnsworth-Hirsch utilitzen un camp elèctric per escalfar un plasma a condicions de fusió i produir neutrons. S'han desenvolupat diverses aplicacions, des d'una escena d'aficionats fins a aplicacions comercials, sobretot als EUA.

## Dispositius grans

### Reactors de fissió nuclear
La fissió nuclear dins d'un reactor produeix molts neutrons i es pot utilitzar per a diversos propòsits, com ara la generació d'energia i experiments. Els reactors d'investigació sovint estan dissenyats especialment per permetre la col·locació de mostres de material en un entorn d'alt flux de neutrons.

### Sistemes de fusió nuclear
La fusió nuclear, la fusió d'isòtops pesats d'hidrogen, també té el potencial de produir un gran nombre de neutrons. Existeixen sistemes de fusió a petita escala amb finalitats d'investigació (plasma) a moltes universitats i laboratoris d'arreu del món. També existeix un petit nombre d'experiments de fusió a gran escala, com ara la National Ignition Facility als EUA, JET al Regne Unit i aviat l'experiment ITER que s'està construint actualment a França. Encara no s'utilitza cap com a font de neutrons.